# Со-ле-Дюк
Со-ле-Дюк (фр. Saulx-le-Duc) — коммуна во Франции, находится в регионе Бургундия. Департамент коммуны — Кот-д’Ор. Входит в состав кантона И-сюр-Тий. Округ коммуны — Дижон.
Код INSEE коммуны — 21587.

## Население
Население коммуны на 2010 год составляло 271 человек.
| 1962 | 1968 | 1975 | 1982 | 1990 | 1999 | 2010 |
| ---- | ---- | ---- | ---- | ---- | ---- | ---- |
| 203  | 211  | 213  | 244  | 201  | 189  | 271  |

## Экономика
В 2010 году среди 157 человек трудоспособного возраста (15—64 лет) 124 были экономически активными, 33 — неактивными (показатель активности — 79,0 %, в 1999 году было 72,6 %). Из 124 активных жителей работали 115 человек (62 мужчины и 53 женщины), безработных было 9 (4 мужчины и 5 женщин). Среди 33 неактивных 10 человек были учениками или студентами, 14 — пенсионерами, 9 были неактивными по другим причинам.